# Отмъщението (теленовела, 1977)
Вижте пояснителната страница за други значения на Отмъщението.
Отмъщението (на испански: La venganza) е мексиканска теленовела от 1977 г., режисирана от Рафаел Банкелс и продуцирана от Валентин Пимстейн за Телевиса. Теленовелата е базирана на радионовелата La indomable, създадена от Инес Родена.
В главните роли са Елена Рохо и Енрике Лисалде, а в отрицателните - Беатрис Шеридан, Хавиер Марк, Рохелио Гера, Ото Сирго и Карина Дупрес.

## Сюжет
Мария Оливарес е красива, но бедна и млада жена, която не познава баща си. Осиротяла от детска възраст, Мария е отгледана от дон Максимилиано, баща на майка ѝ. Дядо ѝ е селянин, който живее в колиба, която се намира на територията, собственост на богатото семейство Нарваес, живеещо в голямото имение.
Хавиер Нарваес е красивият наследник на половината от семейното богатство, който пристига, за да посети брат си, Рафаел, и снаха си, Кармен. Хавиер е независим мъж, а също и успешен пилот. Рафаел и Кармен живеят в имението и управляват семейния бизнес. Двамата гледат на Хавиер, като на завърналия се блуден син, недостоен за своя дял от семейното наследство.
Виждайки го за пръв път и пленена от него, Мария се влюбва в Хавиер, който въпреки богатството си, и за разлика от семейството си, има добра душа и не се интересува от социалното положение. Хавиер също се влюбва в Мария, осъзнавайки, че нейната природа е по-привлекателна от физическата ѝ красота.
Кармен и Рафаел са против връзката им, защото Мария е бедна. Кармен непрекъснато я унижава, като в един момент хвърля гривна в калта ѝ принуждава Мария да я извади със зъби. По-късно, Кармен причинява пожар в колибата на дон Максимилиано, надявайки се, че по този начин Мария ще се отдалечи от Хавиер. В пожара умира дон Максимилиано. Мария разбира, че всичко е умишлено и се заклева да си отмъсти на всички Нарваес. Междувременно, Хавиер не подозира за действията на Кармен, мислейки си, че Мария го е оставила.
Бездомна и бременна, Мария бяга в град Мексико. Тя пристига в дома на богатия Алехандро Балмаседа, собственик на хотел, но болен възрастен мъж, където започва работа. Балмаседа предлага помощ на Мария, без да подозира, че тя е отдавна изгубената му дъщеря.
Скоро се разбира, че баща и дъщеря са заедно. Мария осъзнава, че след като е изгубила майка си и дядо си, има отново роднина на този свят. Алехандро получава сърдечен удар, оставяйки цалото си богатство и хотела на Мария.
Сега наследница, Мария приема рожденото си име – Алехандра Балсамеда. Тя също така се оказва способна бизнесдама, управляваща хотела и богатството на баща си. Алехандра управлява хотела и трябва да се изправи пред нови препятствия, когато открива, че помощникът на баща ѝ, Дупре, и любовницата му, Андреа, правят финансови спекулации в своя облага.
С ново име, стилни дрехи и богатство, малко хора разпознават Алехандра, познавайки я като бедно и беззащитно момиче. Но все пак, животът ѝ е изпълнен с омраза и желание за отмъщение.
Сякаш съдбата е на страната на Алехандра. Авиокомпанията осигурава на няколко свои служители да пребивават в хотела на Алехандра; служителите са пилотите Хавиер Нарваес и Едуардо, както и стюардесата Соня. По-късно, на хотелско парти Хавиер вижда Алехандра. Той е удивен от приликата ѝ с Мария, но смята, че греши, защото Алехандра е изтънчена и елегантна жена.
В крайна сметка, съдбата изиграва лоша шега на семейство Нарваес. Макар и да има огромното желание да ги съсипе, Алехандра е благородна и добра жена. След множество изпитания всеки получава заслуженото си, като накрая триумфира любовта между Алехандра и Хавиер.

## Актьори
- Елена Рохо – Мария Оливарес / Алехандра Балмаседа
- Енрике Лисалде – Хавиер Нарваес
- Беатрис Шеридан – Кармен Сантибаниес де Нарваес
- Хавиер Марк – Рафаел Нарваес
- Хосе Луис Хименес – Дон Максимилиано Оливарес
- Роберто Каниедо – Дон Алехандро Балмаседа
- Тони Карбахал – Дупре
- Нели Меден – Андреа
- Раймундо Капетийо – Едуардо
- Херман Роблес – Губернаторът на Санто Анхело
- Карина Дупрес – Лусия
- Рохелио Гера – Султанът на Оман
- Марсела Рубиалес – Соня
- Рене Муньос – Мохамед
- Асусена Родригес – Роса
- Лус Адриана – София
- Аурора Кортес – Доминга
- Патрисия Давалос – Исабел
- Хорхе Финк – Отец Кайетано
- Еухения Д'Силва – Хоакина Вилянуева
- Мигел Анхел Ферис – Хосе Луис
- Ектор Гомес – Виктор
- Лаура Сапата – Виолета
- Одисео Бичир – Калета
- Ектор Крус – Рамон
- Ото Сирго – Алфонсо дел Олмо
- Магда Айер – Доня Хуана де дел Олмо
- Грасиела Бернардос – Даниела
- Естела Чакон
- Мигел Суарес – Гонсало
- Луиса Уертас – Каликстита
- Фернандо Лухан – Хуан
- Ребека Силва
- Енрике Хилаберт
- Маурисио Ферари
- Лили Инклан
- Алберто Гавира
- Хосе АлонсоКано – Комисарят

## Премиера
Премиерата на Отмъщението е през 1977 г. по Canal 2.

## Версии
Теленовелата Отмъщението е базирана на радионовелата La Indomable, написана от Инес Родена. Върху същата се базират и следните теленовели:
- La indomable, венецуелска теленовела, продуцирана от RCTV през 1975 г., режисирана от Хуан Ламата, с участието на Марина Баура и Елио Рубенс.
- Маримар, мексиканска теленовела, продуцирана за Телевиса през 1994 г., режисирана от Беатрис Шеридан, с участието на Талия и Едуардо Капетийо.
- Marimar, филипинска теленовела от 2007 г., с участието на Мариан Ривера и Дингдонг Дантес.
- Alma indomable, американо-венецуелска теленовела от 2010 г., с участието на Скарлет Ортис.
- Необуздано сърце, мексиканска теленовела, продуцирана от Натали Лартио за Телевиса през 2013 г., с участието на Ана Бренда Контрерас и Даниел Аренас.